# Leptocentrus taurifrons
Leptocentrus taurifrons är en insektsart som beskrevs av Walker. Leptocentrus taurifrons ingår i släktet Leptocentrus och familjen hornstritar. Inga underarter finns listade i Catalogue of Life.